# Yemenia Flight 626
Yemenia Flight 626 var en reguljär flygning med flygbolaget Yemenia, som gick från Sanaa i Jemen, till Moroni i Komorerna. Den 30 juni 2009, omkring klockan 01:50 lokal tid (29 juni 2009, klockan 22:50, UTC), under inflygning mot slutdestinationen havererade planet i indiska oceanen med 153 människor ombord, uppdelat i 142 passagerare och 11 personer i besättningen. 13-åriga Bahia Bakari var den enda personen som överlevde vid haveriet, och räddades efter att varit tretton timmar i havet fastklamrad vid en flytande vrakdel. Bakari lämnade sjukhuset den 23 juli 2009, nästan en månad efter olyckan.

## Flygplanet
Flygplanet var en Airbus A310-324 med registreringsnumret 7O-ADJ. Flygplanet hade varit i tjänst i 19 år och 3 månader. Flygplanet hade också 51 900 flygtimmar och runt 17 300 flygturer när haveriet inträffade.

## Olycksorsak
Den slutliga utredningsrapporten om olyckan fastslog att olämpliga manövrer av besättningen ledde till en situation där kombinationen av hastighet och roderlägen gav överstegring varvid planet förlorade lyftkraft och störtade. Slutrapporten noterade också att besättningen inte reagerade på de röstmeddelanden från planets styrsystem som varnade för överstegring (stall), och underlät att vidta åtgärder för att korrigera situationen.